# Fiesta de San Roque (Llanes)

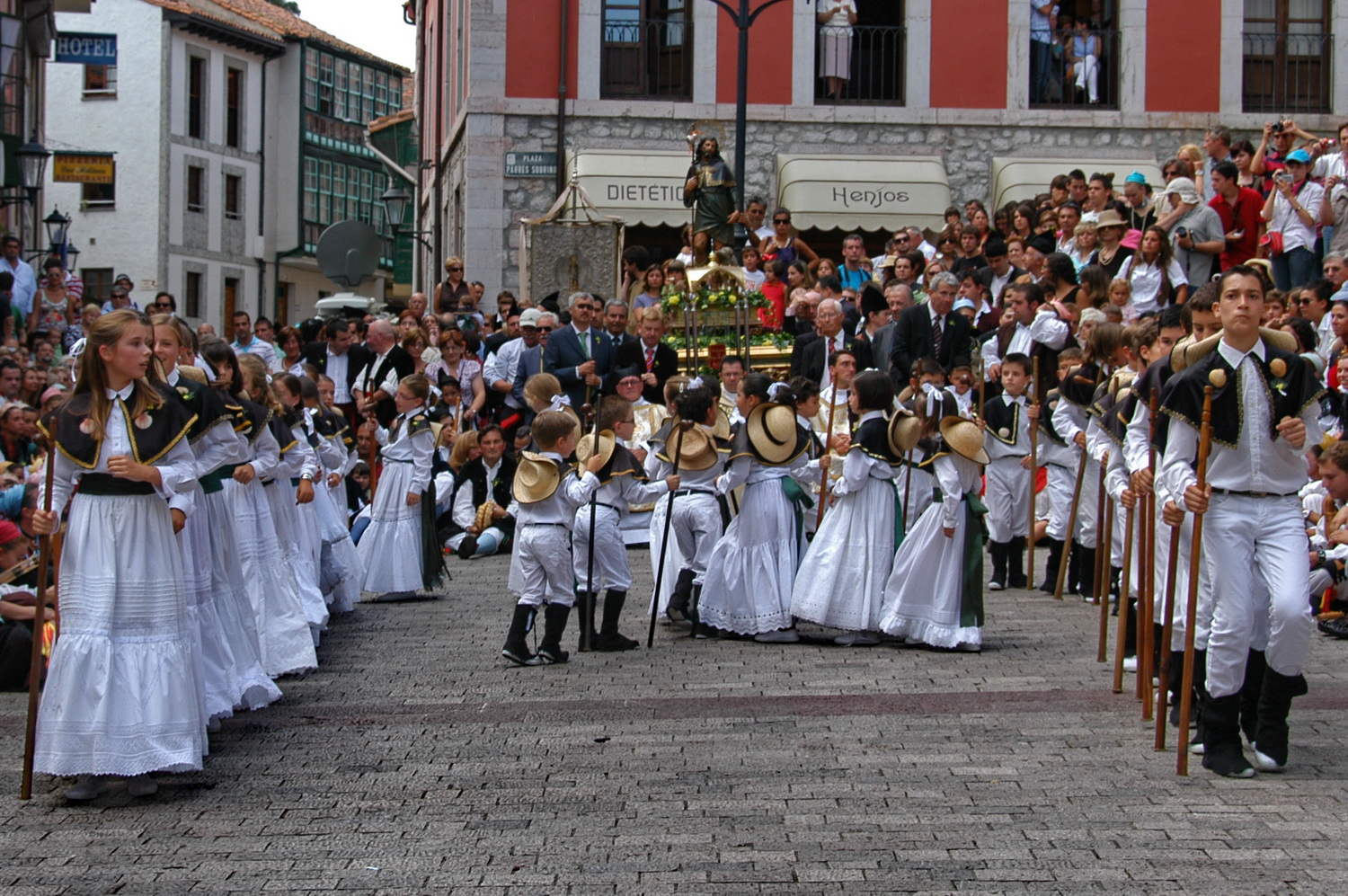
Danzantes en la Fiesta de San Roque en Llanes

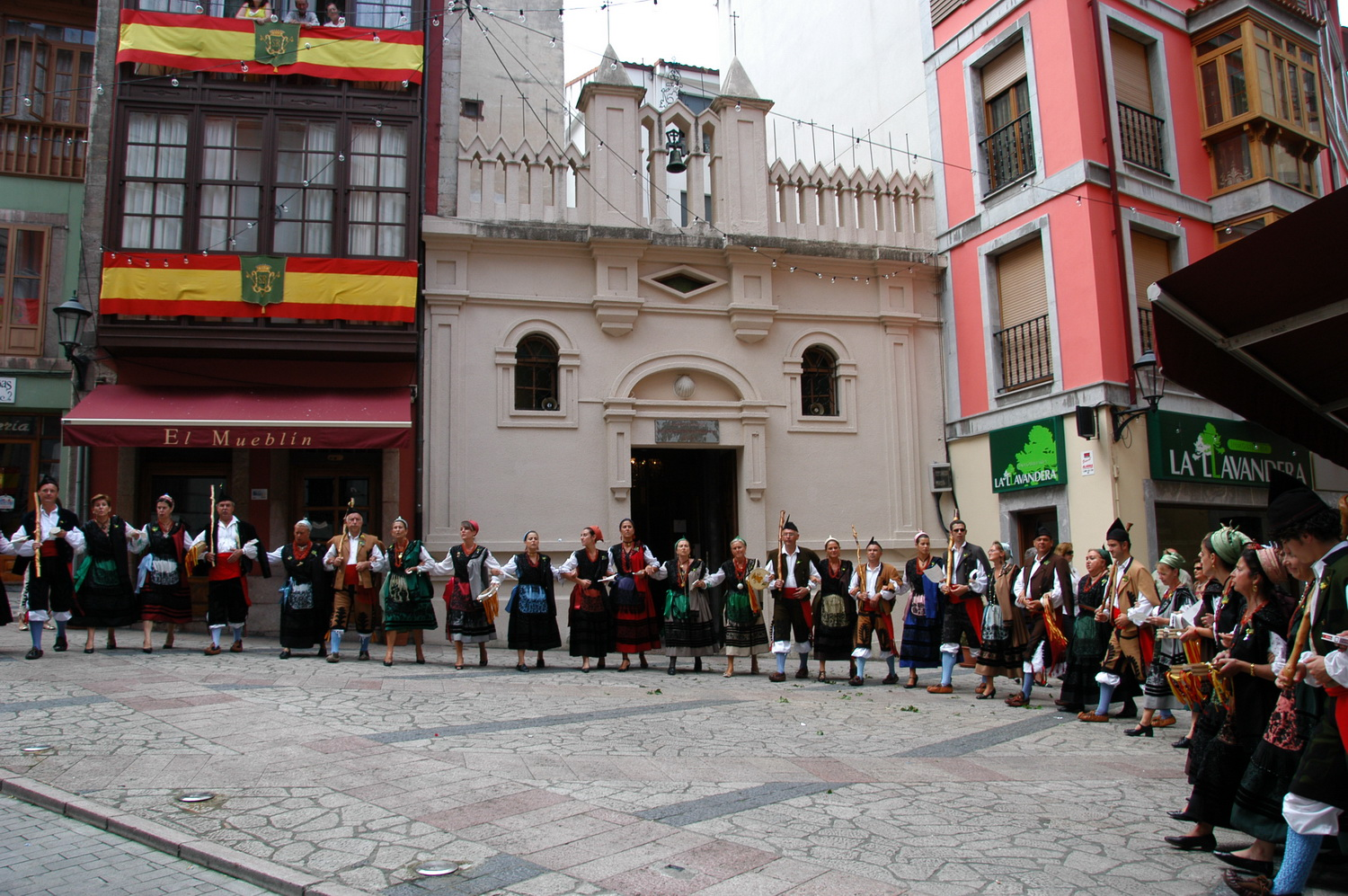
La Danza Prima de San Roque en Llanes tiene un gran colorido y espectacularidad

La Fiesta de San Roque se celebra el día 16 de agosto en la localidad asturiana de Llanes.
La fiesta tiene su punto principal de encuentro en la plaza de Parres Sobrino y en la Capilla dedicada a San Roque. 
La celebración comienza a primeras horas de la mañana con una potente descarga de cohetes, tras la descarga la banda de música hace un pasacalles por las principales calles de la Villa interpretando el pasodoble "España Cañí". Más tarde se celebra la misa solemne en la Basílica, tras la cual tiene lugar la solemne procesión de retorno a la Capilla de San Roque. La procesión está encabezada por siete ramos de pan ofrendados al Santo por los devotos de Llanes y Pancar, tras los cuales se disponen centenares de chicas ataviadas con el traje de llanisca y los chicos con el traje de porruano. Preceden a la imagen del Santo el Estandarte, los niños que participan en la Danza Peregrina, la reliquia del Santo y finalmente la imagen del Santo, los sacerdotes y la Banda de Música. La procesión hace un alto en la Plaza de Parres Sobrino, donde tiene lugar la ofrenda de los ramos y la interpretación de la tradicional Danza Peregrina ante la imagen de San Roque, al final de la cual continúa la procesión para dejar al Santo en su Capilla.
Cuando finaliza la procesión se celebra en la Plaza el más completo Festival Folklórico del Oriente de Asturias, durante el cual se interpretan diversos bailes tradicionales de la zona, finalizando con el pericote de Llanes.
Los actos de la mañana finalizan con una Danza Prima hasta la Capilla del Santo.
Por la tarde se celebra el tradicional Encuentro Regional de Gaiteros, que reúne en Llanes a cientos de gaiteros procedentes de varios puntos del Principado. Se celebra un gran desfile con todas las Bandas de Gaitas, que posteriormente realizan recitales en varios puntos de la Villa.
Las nueve de la noche marcan el comienzo de la Tradicional Danza Prima, que da paso a la descarga de fuegos artificiales en la Playa del Sablón mientras las bandas de gaitas interpretan el Himno de Asturias.
Las fiestas de San Roque en Llanes están declaradas de Interés Turístico desde 1966, siendo las primeras fiestas de Asturias en obtener la citada consideración junto con el Desfile de América en Asturias de Oviedo.
- Datos: Q5861692
- Multimedia: Fiesta de San Roque / Q5861692